# Michael James Shaw
Michael James Shaw (New York, 16 september 1986) is een Amerikaans acteur en schrijver voornamelijk bekend van zijn rol als FBI-agent Daryl/"Mike" in de televisieserie Limitless en zijn rol als Papa Midnite in de televisieserie Constantine.

## Biografie
Shaw is afgestudeerd in 2005 van Vanguard High School. Daarna ging hij voor een mastersopleiding op Juilliard School.

## Filmografie

### Televisie
| Jaar       | Titel              | Rol                                   | Notes                   |
| ---------- | ------------------ | ------------------------------------- | ----------------------- |
| 2011       | Today _ _ cks      | Carter                                | Korte film              |
| 2012       | Brutus             | Caesar                                | Korte film              |
| 2012       | Lispenard          | Samba                                 | Korte film              |
| 2014       | Don-o-mite         | Don-o-mite                            | Korte film              |
| 2014       | Roulette           | Jason                                 | Korte film en schrijver |
| 2014–2015  | Constantine        | Papa Midnite                          | 3 aflevering            |
| 2015–2016  | Limitless          | FBI Agent Daryl/"Mike"                | 14 afleveringen         |
| 2016       | Roots              | Marcellus                             | 1 aflevering            |
| 2016       | Desire in New York | Jay                                   | Tv-film                 |
| 2017       | Bull               | FBI Agent Rick Jarvis                 | 2 afleveringen          |
| 2017       | Blue Bloods        | Ronald Lloyd: Warrior Kings Gang Boss | 1 aflevering            |
| 2019–heden | Blood & Treasure   | Aiden Shaw                            | Hoofdrol                |
| 2019       | The Enemy Within   | Desmond Visser                        | 2 afleveringen          |
| 2021-2022  | The Walking Dead   | Michael Mercer                        | 11 afleveringen         |

### Film
| Jaar | Titel                  | Rol           | Opmerkingen              |
| ---- | ---------------------- | ------------- | ------------------------ |
| 2016 | Wiener-Dog             | Fantasy       |                          |
| 2018 | Avengers: Infinity War | Corvus Glaive | Motion capture and stem. |
| 2019 | Avengers: Endgame      | Corvus Glaive | Motion capture and stem. |